# Nethoiulus sjoestedti
Nethoiulus sjoestedti är en mångfotingart som beskrevs av Henri W. Brölemann 1920. Nethoiulus sjoestedti ingår i släktet Nethoiulus och familjen Stemmiulidae. Inga underarter finns listade i Catalogue of Life.